# Rafael Pérez Senet
Pour les articles homonymes, voir Pérez.

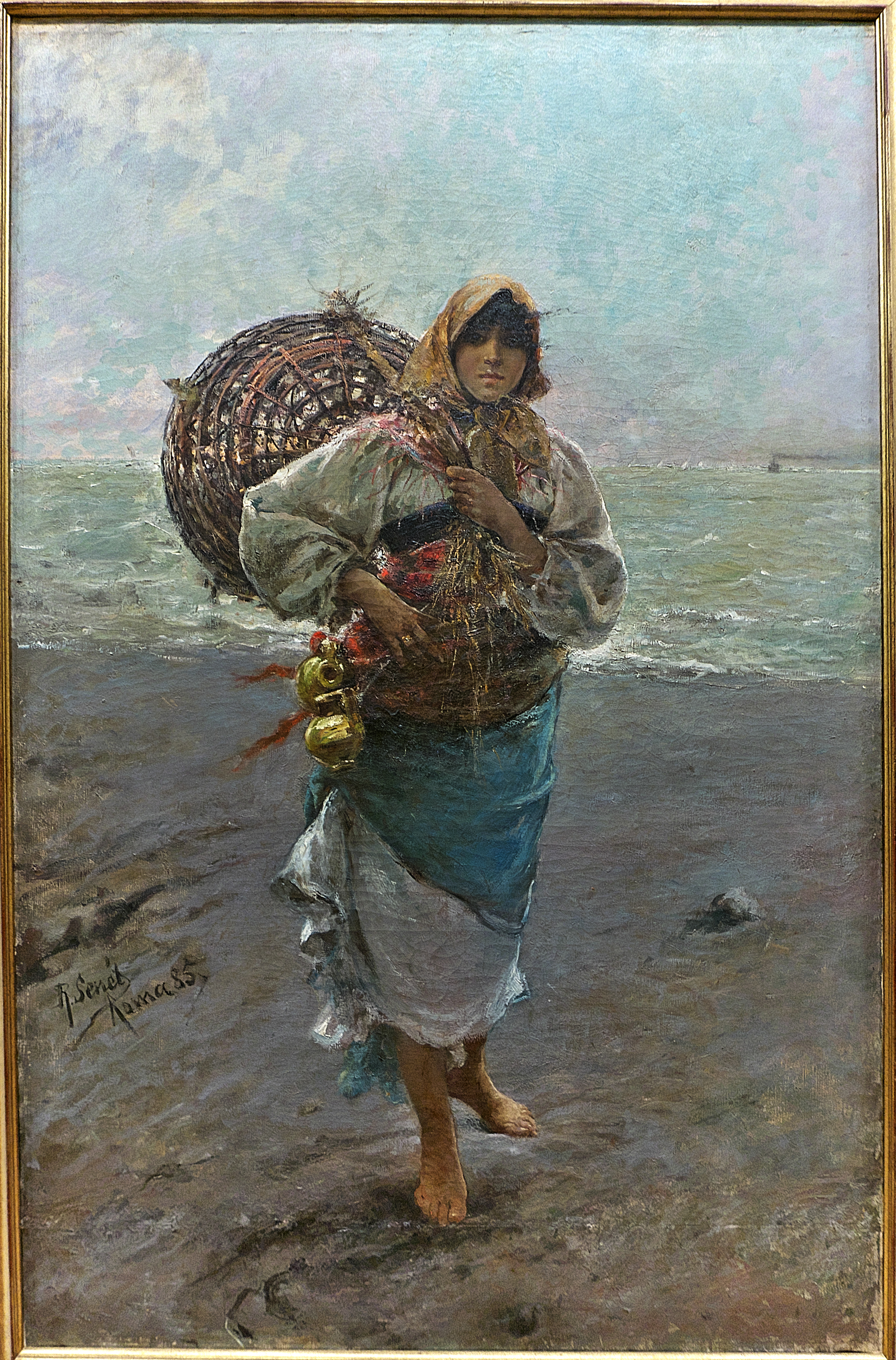
La pêcheuse (peinture créée à Rome en 1885), huile sur toile, Museo de Bellas Artes de Séville

Rafael Pérez Senet, né à Séville le 7 octobre 1856 et mort dans la même ville en 1926, est un peintre et aquarelliste espagnol.

## Biographie

### 1881-1890
Entre 1881 et 1890, il séjourne en Italie où, avec son goût inné du populaire, il s'inspire de sujets rencontrés dans la campagne du Lazio, sur les plages de Naples et auprès des canaux de Venise. Il réside à Rome, Venise et Naples.